# Goiești
Goiești è un comune della Romania di 3110 abitanti, ubicato nel distretto di Dolj, nella regione storica dell'Oltenia.
Il comune è formato dall'unione di 13 villaggi: Adâncata, Fântâni, Goiești, Gruița, Mălăești, Mogoșești, Muereni, Piorești, Pometești, Popeasa, Țandăra, Vladimir, Zlătari.